# JJCC
JJCC (hangul: 제이제이씨씨) är ett sydkoreanskt pojkband bildat år 2014 av Jackie Chan Group Korea i ledning av skådespelaren Jackie Chan.
Gruppen består av de sex medlemmarna E.Co, Eddy, Yul, Zica, SimBa och San-Cheong.

## Medlemmar
| Artistnamn   | Artistnamn | Födelsenamn   | Födelsenamn  | Födelsedatum     | Medlemstid |
| Romanisering | Hangul     | Romanisering  | Hangul/Hanja | Födelsedatum     | Medlemstid |
| Nuvarande    | Nuvarande  | Nuvarande     | Nuvarande    | Nuvarande        | Nuvarande  |
| ------------ | ---------- | ------------- | ------------ | ---------------- | ---------- |
| E.Co         | 이코       | Ha Joon-young | 하준영       | 13 mars 1987     | 2014-idag  |
| Eddy         | 에디       | Oh Jong-seok  | 오종석       | 7 juli 1990      | 2014-idag  |
| Yul          | 율         | Kim Chan-yul  | 김찬율       | 27 februari 1992 | 2015-idag  |
| Zica         | 지카       | No Dae-hwan   | 노대환       | 17 april 1992    | 2015-idag  |
| SimBa        | 심바       | Kim Young-jin | 김영진       | 30 juni 1992     | 2014-idag  |
| SanCheong    | 산청       | Choi Ha-don   | 최하돈       | 14 maj 1993      | 2014-idag  |
| Tidigare     |            |               |              |                  |            |
| Prince Mak   | 프린스 맥  | Mai Heng Li   | 麦亨利       | 24 maj 1990      | 2014-2016  |

## Diskografi

### Album
| Albuminformation                                         | Topplacering          | Topplacering   |
| Albuminformation                                         | Sydkorea (Gaon Chart) | Japan (Oricon) |
| -------------------------------------------------------- | --------------------- | -------------- |
| JJCC 1st Mini Album (EP-skiva) - Släppt: 27 augusti 2014 | 13                    | —              |
| Ackmong (EP-skiva) - Släppt: 21 augusti 2015             | 21                    | —              |

### Singlar
| År        | Titel             | Topplacering          | Topplacering   |
| År        | Titel             | Sydkorea (Gaon Chart) | Japan (Oricon) |
| Koreanska | Koreanska         | Koreanska             | Koreanska      |
| --------- | ----------------- | --------------------- | -------------- |
| 2014      | "At First"        | —                     | —              |
| 2014      | "One Way"         | —                     | —              |
| 2015      | "Fire"            | —                     | —              |
| 2015      | "On a Flower Bed" | —                     | —              |
| 2015      | "Where You At"    | —                     | —              |
| 2015      | "Insomnia"        | —                     | —              |
| 2016      | "ToDay"           | —                     | —              |
| Japanska  |                   |                       |                |
| 2016      | "Now"             | —                     | 25             |
| 2016      | "Freedom"         | —                     | —              |